# Willys M38
| Production          | 54 435 environ 1950-1955                          |
| Moteur              | MC 4L-134 (4 cylindres)                           |
| Culasse             | Type L (soupapes latérales)                       |
| Alésage & course    | 3,125" x 4,375" (79,4 x 111,1 mm); 6.48/1         |
| Cylindrée           | 134,22 in3 (2 200 cm3)                            |
| Puissance           | 60 HP (45 kW) à 4 000 tr/min                      |
| Couple              | 105 lb-pi (142 N m) à 2 000 tr/min                |
| Boîte 3 vit.        | Warner T-90 (2,798; 1,551; 1,0; arr. 3,798)       |
| Boîte de transfert  | Spicer, Dana 18 (1,0 & 2,43)                      |
| Ponts               | Avant Dana 25, arr. Dana 44, rapport 5,38         |
| Poids/charge utile  | 2625/1200 lb (1191/544 kg)                        |
| Suspension          | Ressorts à lames semi-elliptiques, av. 12/arr. 13 |
| Roues               | Pneus 7.00-16 (215/85r16)                         |
| Freins              | Tambours 9"x 1¾" (228,6 x 44,4 mm)                |
| Longueur            | 133" (3378 mm)                                    |
| Largeur             | 62" (1475 mm)                                     |
| Hauteur toit/volant | 74"/55"(1880/1397 mm)                             |
| Empattement         | 80"(2 032 mm)                                     |
| Voie                | 49"(1 245 mm)                                     |
| Garde au sol        | 9,25" (235 mm)                                    |
| Passage à gué       | Sans "fording kit"/avec: 30"/74"(762/1 880 mm)    |
| Réservoir           | 13 gal. US (49,2 litres)                          |

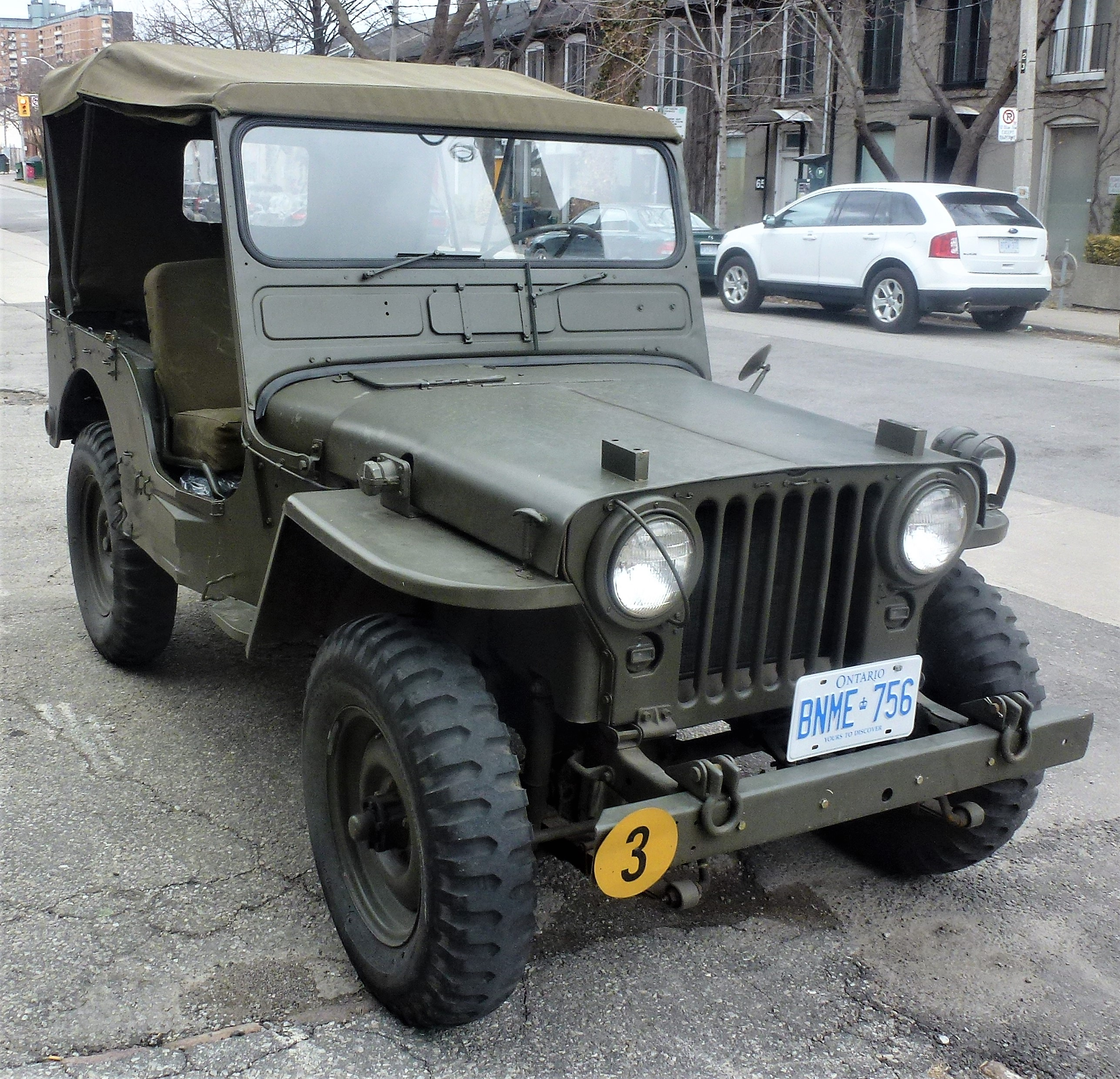
Willys M38 ¼ ton 4 x 4

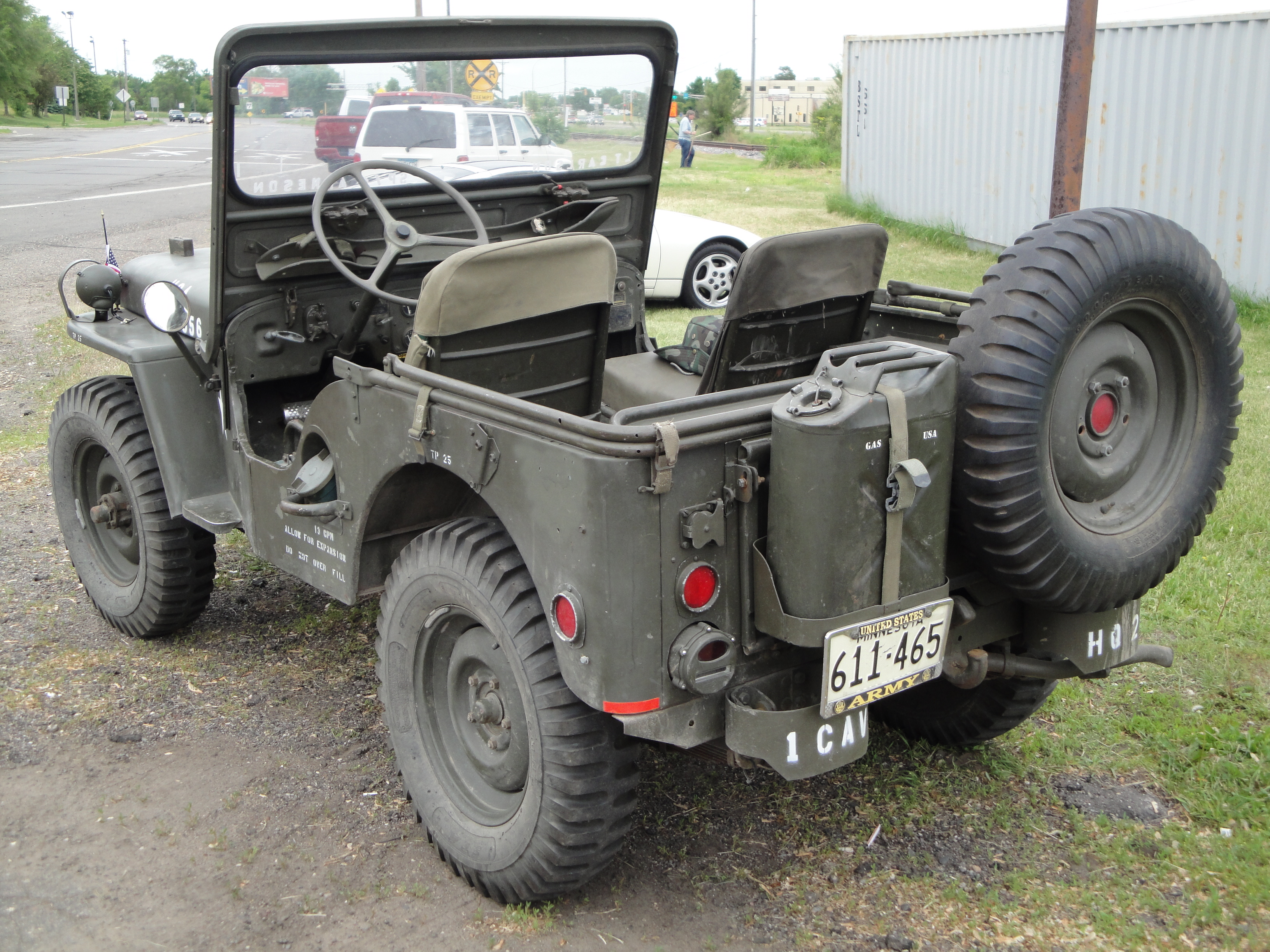
M-38 photo vue arrière.

La Jeep Willys M38 ou Willys MC, qui se nomme officiellement ¼ TON 4 x 4 UTILITY TRUCK M38, est la première Jeep conçue dans les années 1950 pour l'armée américaine depuis le Willys MB et son clone le Ford GPW de la seconde guerre mondiale. Le Willys M38 est une version renforcée de la Jeep CJ-3A et utilise une série de pièces standardisées par l'armée (le système électrique 24 V étanche à l'eau, les "blackout lights", le générateur, le démarreur, les jauges, les interrupteurs, etc.). Les exigences de l'armée, dont une plus grande capacité portante, ont alourdi le Willys M38 de sorte que le moteur à tête plate de 60 HP, déjà utilisé par le Willys MB, n'est plus assez puissant; on doit utiliser un rapport plus démultiplié pour les différentiels et le boitier de transfert. Cela hâte la production, dès la fin de 1952, de son successeur plus spacieux, le Willys M38A1 (ou Willys MD) aux ailes rondes et au capot surélevé pour accommoder le moteur de type F à valves d'admission en tête (68 HP avec 6.9/1 de rapport volumétrique).

## Évolution du Willys MC par rapport au Willys MB[4]
Le Willys M38 se distingue du Willys MB par son pare-brise d'une seule pièce, la trappe d'accès à la  2e batterie devant le pare-brise, l'ouverture sur le côté droit du capot (pour la prise d’air d'immersion et le raccord survoltage) et les outils de pionnier fixés côté passager (hache et pelle). Beaucoup d'autres modifications ont été apportées.
En plus du système électrique blindé, avec connecteurs Douglas, l'étanchéité s'applique aux autres   composantes importantes. Les batteries sont dans des boitiers étanches.  Les phares, en surface et avec pare-broussaille, sont de type scellé. Les feux militaires de couvre-feu (blackout lights) sont plus gros et étanches. Un circuit fermé de ventilation relie au filtre à air le distributeur, la pompe à essence (et vacuum), le réservoir d'essence (avec  bouchon de remplissage plus gros et extérieur), le maître-cylindre et la boîte de transfert (reliée à la transmission et au moteur muni d'une vanne PCV); les couverts de pont sont munis d'une valve unidirectionnelle. Le carburateur Carter YS 637S est étanche. Les drains de plancher comportent un bouchon rotatif en forme de 8. Un embout à bride est ajouté au silencieux pour fixer la rallonge d'immersion.
Le moteur est renforcé, l'arbre à cames est entraîné par engrenages (chaîne pour le MB) et des crochets de levage sont ajoutés à la culasse. La pompe à essence comporte une pompe à vide. Le filtre à l'huile de marque Cuno est muni d'une poignée en T qui permet le nettoyage par simple rotation. Des charnières sont ajoutées au bas de la calandre pour faciliter l'enlèvement du moteur et de la transmission.
Les plaques de renfort du châssis qui ne sont pas utilisées sur la Jeep CJ-3A, sont frappées d'un M, des manilles d'arrimage sont ajoutées au pare-chocs avant et derrière les butoirs arrière (orientés vers le bas) ainsi que 4 ancrages de style "footman loop" sur les côtés. Les pneus militaires et les jantes (à bosse interne de style "tubeless") sont plus gros. Le panneau arrière, monté sur charnières et boulonné en haut, supporte un pneu de secours et un Jerrycan de 5 gallons US (18,9 litres) à gros bouchon vissé retenu par une tige d'acier qui pivote au bouchon et est reliée à la base des poignées par une double maille de chaînette et une goupille fendue.
Des profilés en C pour cordon de capote et des portes (sous les cornes) sont ajoutés au cadre du pare-brise qui comporte, dans le bas, une trappe de ventilation centrée (boulonnée), des essuie-glaces à vacuum et des ancrages de support de carabine. Le tachymètre et les jauges sont montés sur une planche amovible du tableau de bord. Le frein à main est à gauche du volant. Des plaques signalétiques et d'instruction sont rivetées sur une base d'acier vissée au tableau de bord (plaques rivetées au tableau dans la 1re version). Il y a un coffre à gants à l'extrême droite et un coffre à outils à verrou rotatif sous le siège du passager.
Un espace est prévu à l'arrière du parechoc avant pour l'installation d'un treuil mécanique Ramsey 50 (3 500 lb; par la suite Ramsey 50R, 5 500 lb). Le treuil est actionné via une prise de force qui se boulonne à l'arrière de la boîte de vitesse. L'ensemble est lourd et le Willys est trop léger pour dépanner d'autres véhicules de sorte que peu de M38 en sont équipés.

## Particularités du modèle canadien: Willys M38 CDN[5]
Les Willys M38 CDN sont assemblés par Ford Canada à Windsor en Ontario. Les pièces sont fournies par Willys et sont les mêmes que pour le Willys M38 américain en fin de production, avec quelques exceptions: la plaque signalétique porte l'inscription TRUCK UTILITY ¼ TON 4X4 M38 CDN W/WN, FORD MOTOR CO. OF CANADA LTD, serie F-100001 à F-102135; il n'y aucun sigle Ford ailleurs; Il n'y a pas de plaque signalétique inférieure gauche (US Responsible Agency Plate), ni de plaque avec no de série sur l'aile arrière derrière siège du passager; Ford utilise des pneus Goodyear Canada, des jantes Kelsey Canada et de la boulonnerie canadienne. La pompe manuelle d'amorçage (avec 2 injecteurs à la tubulure d'admission) est incluse de série pour le démarrage en hiver.
Ford expédie les Willys M38 CDN à Hagersville en Ontario pour inspection par l’armée canadienne qui poinçonne un numéro CAR au-dessus du rail avant gauche près du pare-chocs (51-30XXX ou surtout 52-3XXXX, Canadian Army Registration). Le numéro CAR est aussi peint au pochoir sous les portes et parfois les côtés du capot; un feu de convoi est aussi installé à l'intérieur du coin arrière droit du châssis pour éclairer le pont arrière dont le couvercle est peint en blanc avec une lettre noire (le conducteur doit pouvoir lire la lettre sur le pont du véhicule précédent). L'armée canadienne ajoute parfois certains accessoires comme un extincteur à l’arrière de l’aile avant gauche et une chaufferette (TB 9-2855-37 Hot water personnel heater) installée au plancher, à gauche du passager avec tuyau de dégivrage et prise d'air extérieur via le coffre à outils (coffre avec script Jeep 1951, sans script 1952).

## Production américaine du Willys M38
Même s'il est fabriqué durant la guerre de Corée, le Willys M38 a surtout servi à remplacer les Willys MB et Ford GPW expédiés en Corée. Entre septembre 1950 et juillet 1952, Willys-Overland produit pour l'armée américaine environ 45 500 Willys M38 à son usine de Toledo, Ohio. Bien que le Willys M38A1 soit alors en production, près de 6 800 Willys M38 additionnels sont produits jusqu'en 1955, pour exportation.

## Production canadienne du Willys M38 CDN[6]
Durant la guerre de Corée, toute la production de Willys M38 est destinée à l'armée américaine ; Willys produisait aussi des Jeep civils. Le 29 septembre 1951, Willys annonce une entente avec le gouvernement canadien pour l'assemblage de Willys M38 par Ford Canada dans son usine de Windsor en Ontario, sous licence de Willys qui fournira les pièces. Afin d'organiser rapidement sa ligne d'assemblage, Ford assemble une cinquantaine de Willys M38 CDN dès la fin de 1951 à partir de pièces disponibles chez Willys. La véritable production débute en février 1952 lorsque Willys et les fournisseurs externes (châssis, transmission, ponts, carrosserie) sont en mesure d'expédier les pièces à Windsor. Ford Canada assemble un total de 2135 Willys M38 CDN jusqu'à la fin de novembre 1952, puis passe à l'assemblage de Willys M38A1 pour exportation aux USA jusqu'en 1955.

## Galerie

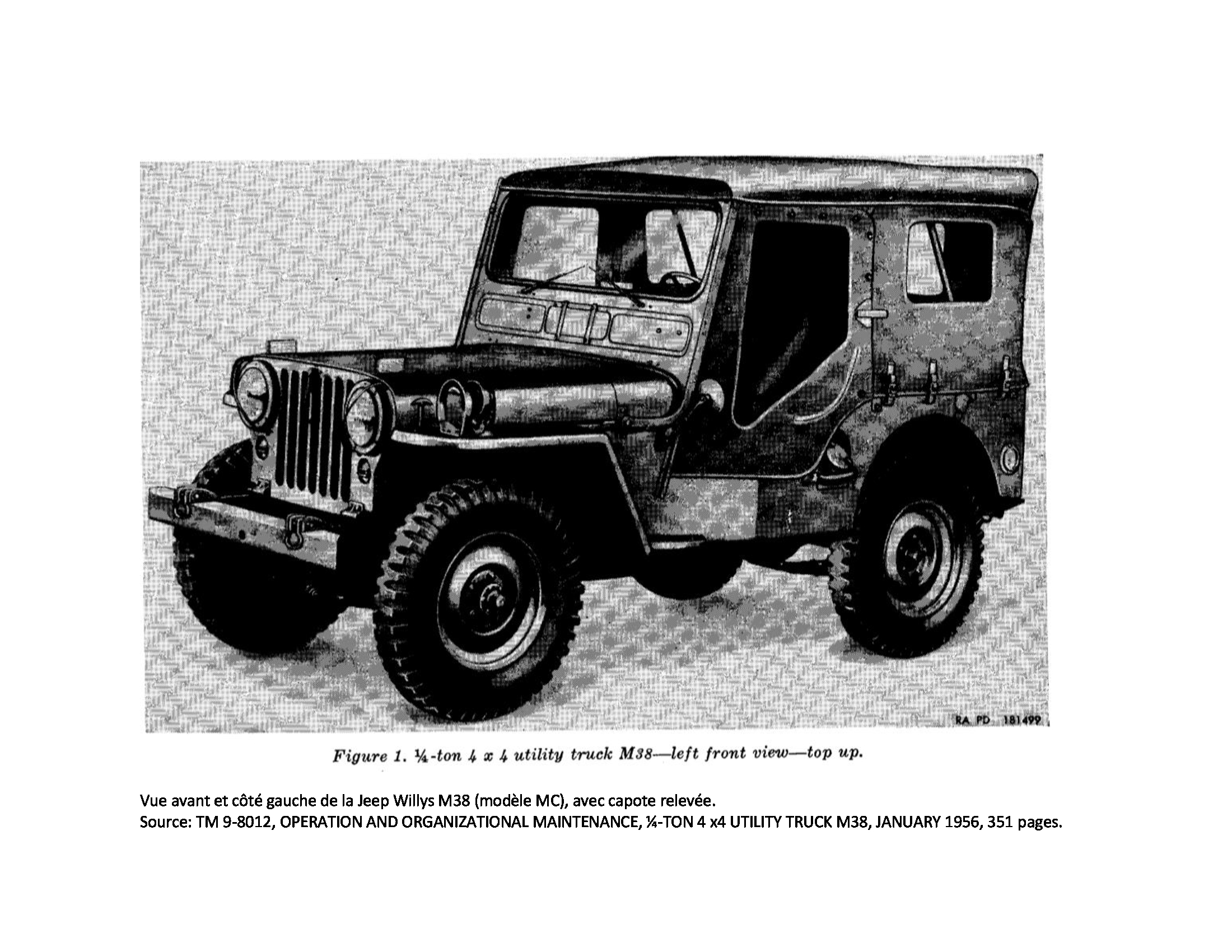
M38, vue avant et côté gauche.
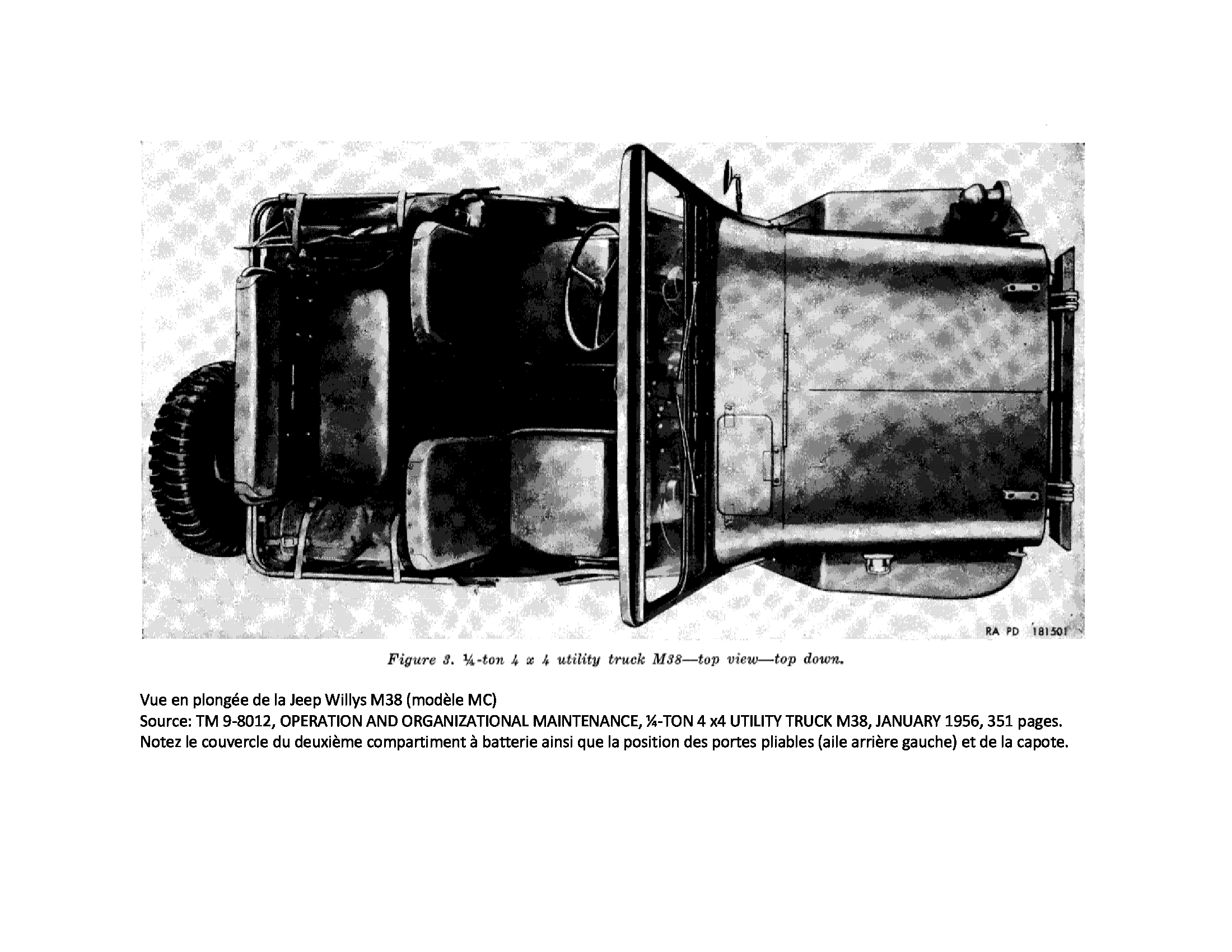
M38, vue en plongée.
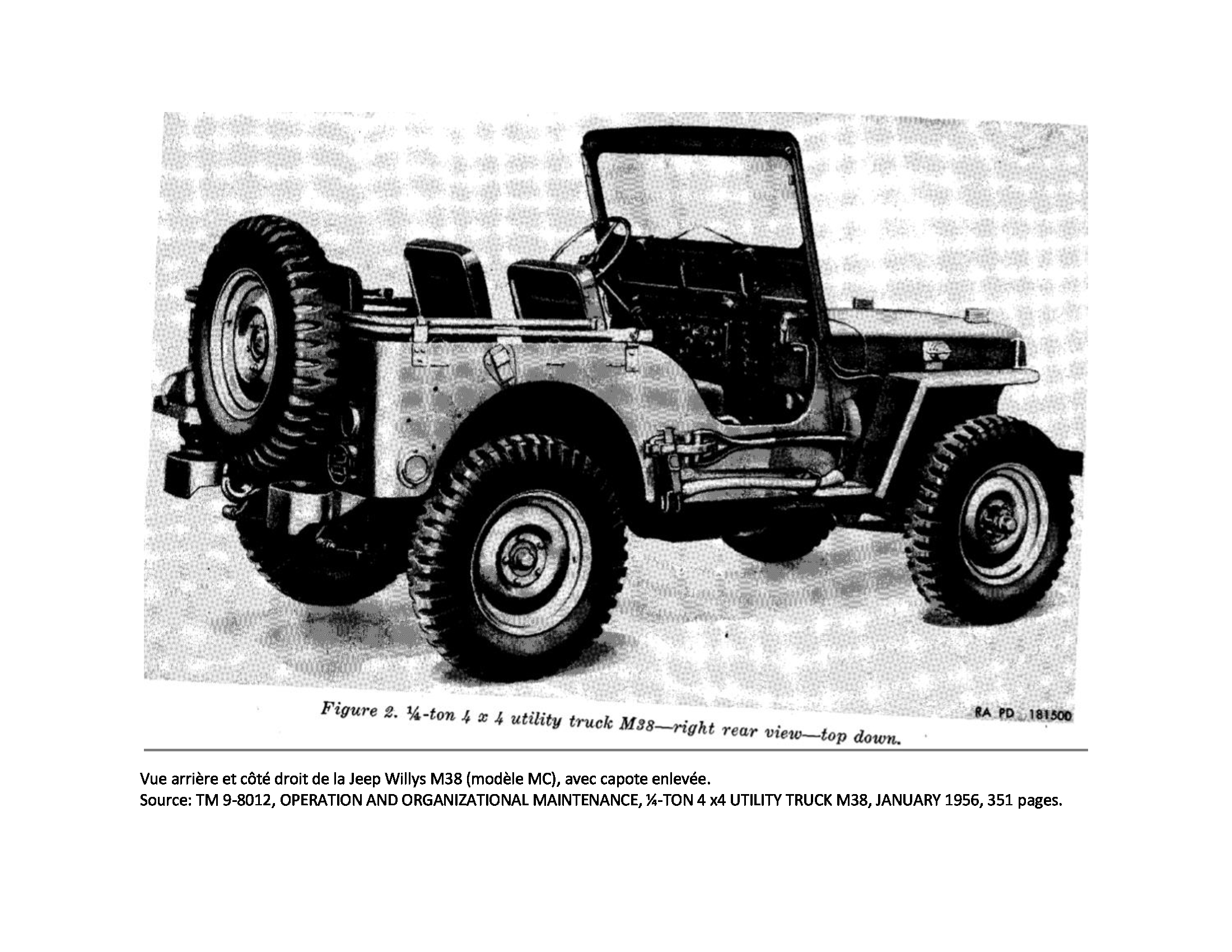
M38, vue arrière et côté droit.